# Judith Sealy
Pour les articles homonymes, voir Sealy (homonymie).
Judith Sealy est une archéologue sud-africaine, professeure titulaire de la Chaire de recherche en archéologie et des études paléoenvironnementales et directrice du Stable Light Isotope Lab du Département d'Archéologie à l'Université du Cap.

## Carrière et travaux
Sa thèse de doctorat est intitulée Reconstruction of Later Stone Age diets in the South-Western Cape, South Africa : evaluation and application of five isotopic and trace element techniques (1989).
Avec son groupe de recherche, elle étudie les variations dans les proportions d'isotopes stables (principalement carbone, azote et oxygène) pour enquêter sur l'alimentation et l'environnement passé. L'étude des isotopes des restes humains permet des inférences sur l'alimentation et les bases économiques des sociétés humaines, depuis l'émergence des humains modernes jusqu'au développement des sociétés de chasseur-cueilleur, de berger et de fermier en Afrique du Sud, et l'impact de la colonisation européenne.
Le groupe s'intéresse également aux restes animaux anciens afin de reconstruire des environnements passés, aidant à comprendre le contexte et les contraintes avec lesquelles les humains ont évolué et vécu.
Les mesures effectuées dans la grotte de Blombos ont permis d’éclairer d’un jour nouveau les modes de vie du Middle Stone Age.

## Prix et distinctions
Judith Sealy est actuellement rédactrice en chef adjointe du Journal of Archaeological Science, et siège au comité de rédaction de Azania and Southern African Humanities ; elle a été rédactrice en chef du South African Archaeological Bulletin et rédactrice en chef adjointe de Archaeometry. 
Elle est membre de la Société royale d'Afrique du Sud et fellow de l'Université du Cap (en 1986).